# Municipio de Swan (Misuri)
El municipio de Swan (en inglés: Swan Township) es un municipio ubicado en el condado de Taney en el estado estadounidense de Misuri. En el año 2010 tenía una población de 10011 habitantes y una densidad poblacional de 33,66 personas por km².

## Geografía
El municipio de Swan se encuentra ubicado en las coordenadas 36°42′56″N 93°4′0″O / 36.71556, -93.06667. Según la Oficina del Censo de los Estados Unidos, el municipio tiene una superficie total de 297.37 km², de la cual 288.52 km² corresponden a tierra firme y (2.98%) 8.86 km² es agua.

## Demografía
Según el censo de 2010, había 10011 personas residiendo en el municipio de Swan. La densidad de población era de 33,66 hab./km². De los 10011 habitantes, el municipio de Swan estaba compuesto por el 96.47% blancos, el 0.29% eran afroamericanos, el 0.63% eran amerindios, el 0.24% eran asiáticos, el 0.02% eran isleños del Pacífico, el 0.54% eran de otras razas y el 1.81% pertenecían a dos o más razas. Del total de la población el 2.07% eran hispanos o latinos de cualquier raza.